# 후쿠키오카촌
후쿠키오카촌(福木岡村)은 니가타현 니시칸바라군에 설치되었던 촌이다.